# John Ford (dramaturgo)
John Ford (*Ilsington, Dartmoor, Devon, 1586 - † Londres, c. 1640) fue un dramaturgo y poeta inglés, uno de los principales y más modernos y originales representantes del llamado teatro jacobeo y carolino inglés.

## Biografía
John Ford nació en la población de Ilsington (Devon) y fue bautizado el 17 de abril de 1586 del calendario juliano. Poco se sabe de su vida hasta su ingreso en el Exeter College de Oxford el 26 de mayo de 1601. Fue admitido en 1602 en el Middle Temple y posteriormente debió de ejercer la abogacía. Inició su carrera como hombre de letras con escritos de circunstancias (Fames Memorial / Memorial de la Fama y Honour Triumphant / Honor triunfante) en 1606, el primero un poema elegíaco dedicado a la muerte del que debió ser su protector y mecenas Charles Blount, I conde de Devonshire, y el segundo, en prosa, sobre unas justas previstas para el verano de 1606 con motivo de la visita del rey Christian IV de Dinamarca.
Antes de comenzar su carrera como dramaturgo, Ford se probó en otros géneros: el largo poema religioso Christ's Bloody Sweat (1613) y dos ensayos en prosa publicados como panfletos, The Golden Mean (1613) y A Line of Life (1620). Después de 1620 comenzó a escribir dramas, primero como colaborador de dramaturgos más experimentados, sobre todo con Thomas Dekker, pero también John Webster y William Rowley, y hacia fines de la década de los veinte ya solo. Sin embargo, muchas de estas obras se han perdido o andan en problemas de atribución. Sí se han conservado comedias como Las fantasías castas y nobles (1638), El engaño de la dama (1639) y masques (representaciones alegóricas), pero su fama derivó de sus tragedias: La melancolía del amante (1628), inspirada en el tratado La anatomía de la melancolía (1621) de Richard Burton; El corazón roto (1629), Sacrificio de amor (1630) y Perkin Warbeck (1634), cuyo argumento está inspirado en la Historia del reinado de Enrique VII de Bacon (1622). En 1634 se encontró colaborando con Thomas Dekker en El mercader de Bristowe y con William Rowley en El caballero mágico. Con el turbio John Webster escribió La bruja de Edmonton (editada póstuma en 1658). Sus principales obras son tragedias caracterizadas por un extraordinario efectismo en el cual se demuestra un profundo estudio de la psicología de los personajes y un inglés rítmico, fluido y castizo. Se considera su obra maestra 'Tis Pity She's a Whore, más conocida con el título abreviado: Lástima que sea una puta en la que aborda la temática del incesto entre hermanos, adaptada al cine al menos dos veces: My Sister, My Love (Suecia, 1966) y Tis Pity She's a Whore (Bélgica, 1978).

## Principales piezas teatrales

### De autoría atestiguada
- The Witch of Edmonton / La bruja de Edmonton (escrita en 1621, publicada póstuma en 1658), en colaboración con Thomas Dekker y William Rowley.
- The Sun's Darling / El favorito del Sol (masque o mascarada alegórica escrita en 1624; publicada póstuma en 1656), en colaboración con Thomas Dekker.
- The Broken Heart / El corazón roto (escrita hacia 1625; publicada en 1633)
- Tis Pity She's a Whore / Lástima que sea una puta (escrita en 1626; publicada en 1633) Obra varias veces adaptada (por ejemplo el film Adiós, hermano cruel / Addio, fratello crudele, rodado en 1971)
- The Lover's Melancholy / La melancolía del amante (1626 ; publication en 1633)
- Perkin Warbeck (hacia 1629; publicada en 1634), en colaboración con Thomas Dekker
- Love's Sacrifice / Sacrificio de amor (hacia 1630; publicada en 1633)
- The Fancies Chaste and Noble / Las fantasías castas y nobles (hacia 1635; publicada en 1638)
- The Lady's Trial / El engaño de una dama (1638; publicada en 1639)

### Piezas de autenticidad dudosa
- The Queen / La reina (hacia 1621; publicada póstuma en 1653)
- The Spanish Gypsy / El gitano español (escrito en 1623; publicada póstuma en 1653)

### Piezas en colaboración de autenticidad dudosa
- The Laws of Candy
- The Welsh Ambassador / El embajador galés
- The Fair Maid of the Inn

### Piezas perdidas
- The Royal Combat El combate real
- Beauty in a Trance
- The London Merchant, en colaboración con Thomas Dekker
- The Bristol Merchant, en colaboración con Thomas Dekker
- The Fairy Knight, en colaboración con Thomas Dekker
- Keep the Widow Waking, en colaboración con William Rowley y John Webster